# 爆笑問題☆伝説の天才
『爆笑問題☆伝説の天才』（ばくしょうもんだいでんせつのてんさい）は、2005年4月13日から同年9月14日までフジテレビ系列で放送されていたバラエティ番組である。

## 概要
従来この放送枠では爆笑おすピー問題シリーズが放送されていたが、『爆笑おすピー大問題!!』の視聴率不振により本番組がスタートした。『爆笑おすピー大問題!!』の雰囲気を踏襲しており、霊能力者のB・クラーラのコーナーやスタッフもほぼ同じである。
司会は太田光（爆笑問題）と相川梨絵（共同テレビアナウンサー）の2人。田中裕二（爆笑問題）は、他の5-6名のゲスト芸能人と共にゲスト席に座っている。
人間が持っている「天才」になれるものを、探し、創り、育てるという内容だが子供を題材にした企画が多い。

## 主なコーナー
- 天才!爆チュー問題の部屋
爆笑問題が『ポンキッキーズ』で扮するネズミのキャラクター「爆チュー問題」が住み家である部屋でコントを行う。オープニングで登場。
- 家メシの天才
視聴者参加型。毎週主婦2人が1つのテーマで料理対決。平均的な舌を持つ（とナレーションで紹介されている）太田がその料理を誰が作ったかを知らされずに食べ、最高の味と認定された主婦が勝利。毎週戦い、6週目にはプロの料理人と対決。そこで勝てば賞金1000万円が貰える(当初は「おにぎり作って1000万円」だった)。しかし、プロの料理人が毎回勝っていることから、のちにゲストの家の冷蔵庫に入っている食材だけを使った1回勝負に変更され、最終回の放送ではキリよく1000万円獲得者が現れた。番組の中でも、比較的好評だったコーナー。
- 天才クラーラの未来予言
ハンガリーの霊能力者、バラート・クラーラがゲストの過去を霊視し、未来と可能性を予言する。
石田純一の破局、乙葉の婚約を見事的中。
9月14日の最終回にはクラーラが来日。前日まではスピードワゴンの未来を霊視する予定となっていたが放送はなかった（当日、井戸田潤が安達祐実との結婚を発表したためと思われる）。
- 投稿!天才デビュー
投稿ビデオで寄せられた（自称）天才的な特技を持つ子供を紹介し、スタジオでトークを展開する。
- 天才☆美術館
一見、落書きのように見える子供の絵に隠された才能を絵画の鑑定士である中野中（なかのあたる）が発掘する。ゲストの隠れた絵の才能も発掘する。ナビゲーターは長井秀和。
- 橋下徹のめざせ!最強弁論部!!
弁護士の橋下徹が弱小弁論部に弁論のコツやアドバイスを与え、全国大会を目指すというもの。

## ネット局
フジテレビ系列27局（テレビ宮崎（フジテレビ・日本テレビ・テレビ朝日系列クロスネット）も含む）は同時ネットで、テレビ大分（フジテレビ・日本テレビ系列クロスネット）・テレビ山口（TBS系列）は、時差ネット（もしくは時期遅れネット）だった。
| フジテレビ系 水曜19時台                         | フジテレビ系 水曜19時台                 | フジテレビ系 水曜19時台                        |
| 前番組                                          | 番組名                                  | 次番組                                         |
| ----------------------------------------------- | --------------------------------------- | ---------------------------------------------- |
| 爆笑おすピー大問題!! （2004年10月 - 2005年3月） | 爆笑問題☆伝説の天才 （2005年4月 - 9月） | クイズ!ヘキサゴンII （2005年10月 - 2011年9月） |